# Paraboea banyengiana
Paraboea banyengiana är en tvåhjärtbladig växtart som beskrevs av Brian Laurence Burtt. Paraboea banyengiana ingår i släktet Paraboea och familjen Gesneriaceae. Inga underarter finns listade i Catalogue of Life.